# 小叶同叶藓
小叶同叶藓（学名：Isopterygium minutifolium）为灰藓科同叶藓属下的一个种。